# 大东杂色山雀
大东杂色山雀（学名：Sittiparus varius orii）是大东群岛特有及灭绝的一种杂色山雀亚种，其曾分布于北大东岛与南大东岛。

## 词源
该亚种的种加词orii是为纪念日本鸟类、哺乳类标本采集家折居彪二郎。

## 形态
与指名亚种P. v. varius相较，大东杂色山雀的翕上部具一道栗色宽带，翕下部呈橄榄绿而非深灰，头两侧为橙色而非白色。

## 绝灭
大东杂色山雀的模式标本由折居彪二郎采集于1922年，当时它们的数量仍很丰富。但在1930年代甘蔗产业与军用机场建设导致的栖息地破坏令大东杂色山雀迅速衰落，最后的确切目击报告是在1938年，于1984年、1986年及以后开展的搜索未能发现它们。